# L'ottavia
L'ottavia è un album in studio del rapper e cantautore italiano Dargen D'Amico, pubblicato in vinile e digitale il 30 maggio 2018 dalla Giada Mesi.
In un'intervista rilasciata nel 2017, l'autore ha stilato una classifica dei suoi stessi dischi, collocandolo al terzo posto.

## Descrizione
Originariamente presente all'interno dell'edizione deluxe di D'io, il disco contiene otto rivisitazioni moderne di alcuni brani inediti incisi dal cantautore tra il 2006 e il 2014 più due bonus track.
Nel 2018 l'album è stato reso disponibile separatamente nei formati vinile e digitale.

## Tracce
Testi e musiche di Jacopo Matteo Luca D'Amico, eccetto dove indicato.
1. Ottavia – 4:03
2. È troppo facile innamorarsi – 3:44
3. Mahler – 3:33
4. Cattivi – 5:37
5. Miniere – 4:24
6. Ode con creta – 4:21 (musica: Jacopo Matteo Luca D'Amico e Tommaso Garofalo)
7. Ode in volontaria – 3:22 (musica: Diego Montinaro e Marco Zangirolami)
8. Una ragione, un segno – 3:01 (musica: Marco Zangirolami ed Emiliano Pepe)
9. Acappella introduttiva (Bonus Track) – 14:05
10. Ode in volontaria (Versione Demo) (Bonus Track) – 4:52

## Formazione
Musicisti
- Dargen D'Amico – voce

Produzione
- Dargen D'Amico – produzione (eccetto tracce 6 e 7)
- Turbojazz – produzione (traccia 6)
- Goedi (Microspasmi) – produzione (traccia 7)
- Marco Zangirolami – produzione (traccia 8) e missaggio
- Peio Peev – artwork